# Günter Scheffl
Günter Scheffl (* 22. Jänner 1944; † 22. Juni 2004) war ein österreichischer Fußballspieler.

## Karriere

### Vereine
Scheffl spielte zunächst im Amateurstatus für den FS Elektra Wien in einer der unteren Ligen Österreichs, bevor er zur Saison 1968/69 zum Aufsteiger SC Wacker Wien wechselte. In der seinerzeitigen Nationalliga bestritt er für den Verein bis Saisonende 1970/71 81 Punktspiele, in denen er ein Tor erzielte. Er debütierte am 17. August 1968 (1. Spieltag) beim 1:0-Sieg im Heimspiel gegen den Linzer ASK. Das Tor erzielte er am 19. Juni 1971 (30. Spieltag) bei der 2:4-Niederlage im Heimspiel gegen den späteren Meister FC Wacker Innsbruck mit dem Treffer zum 1:3 in der 76. Minute. Es war zugleich sein letztes Punktspiel für den Verein, der abstieg und mit dem SK Admira Wien zum FC Admira Wacker Mödling fusionierte.
Von 1971 bis 1975 spielte er für den Stadt- und Ligakonkurrenten SK Rapid Wien, die letzte Saison in der neu eingeführten Bundesliga, in der er seine letzten 16 von insgesamt 85 Punktspiele bestritt. Ferner kam er von 1971 bis 1974 in sieben Spielen des Wettbewerbs um den ÖFB-Cup zum Einsatz, sowie in jeweils fünf Spielen des Europapokal der Pokalsieger-Wettbewerbs (1972/73, 1973/74) und des UEFA-Cup-Wettbewerbs (1971/72, 1974/75).

### Nationalmannschaft
Scheffl kam 1967 für die Amateurnationalmannschaft im Wettbewerb um den UEFA Amateur Cup zum Einsatz, an dessen Ende der Pokalgewinn stand. Am 18. Juni gehörte er der Finalmannschaft an, die in Palma mit 2:1 über die Amateurnationalmannschaft Schottlands gewann.